# The Story of Temple Drake
The Story of Temple Drake (in Deutschland gelegentlich Das Haus des Unheils) ist ein US-amerikanisches Filmdrama von Stephen Roberts aus dem Jahr 1933. Es handelt sich um eine Verfilmung von William Faulkners kontroversem Roman Die Freistatt. Obwohl das Drehbuch im Vergleich zum Roman einige Aspekte abschwächte, entwickelte sich The Story of Temple Drake trotzdem zu einem Filmskandal und war ein Anlass für die Durchsetzung des Hays Code ab 1934.

## Handlung
Die junge Temple Drake, Enkelin des örtlichen Richters, kommt aus einer angesehenen und wohlhabenden Südstaatenfamilie. Ihr Name gilt allerdings im Dorf als berüchtigt: Sie liebt es, mit den jungen Männern in ihrer Umgebung zu spielen, worunter insbesondere ihr in sie verliebter Jugendfreund Stephen Benbow leidet. Nachdem sie auf einer Feier Stephens erneuten Heiratsantrag ablehnt, fährt sie mit ihrem Freund Toddy Gowan aufs Land hinaus. Der betrunkene Toddy baut einen Autounfall und sie suchen im Regenwetter Unterschlupf in einer ehemaligen heruntergekommenen Plantage, die von Lee Goodwin und dessen Geliebter Ruby Lemarr als Speakeasy geführt wird. Die zwielichtigen Männer in der Speakeasy reagieren lüstern auf die schöne Temple, die sich unwohl fühlt, vor allem nachdem Toddy von dem Kriminellen Trigger bewusstlos geschlagen wird.
Auf Anraten von Ruby schläft Temple im Stallgebäude nebenan, doch auch dort wird sie von Trigger entdeckt und von ihm vergewaltigt. Tommy, ein junger Mitarbeiter von Goodwin, will einschreiten, wird aber von Trigger erschossen. Daraufhin flieht Trigger mit Temple Drake in das Bordell von Miss Reba. Temple wird im Verlaufe einiger Wochen halb freiwillig, halb erzwungen zu der Geliebten des Gangsters, während die Zeitungen auf Wunsch des um den Familienruf besorgten Richters Drake behaupten, sie sei zu Verwandten nach Pennsylvania gereist. Unterdessen wird Lee Goodwin wegen des Mordes an Tommy verhaftet und bekommt Stephen als Anwalt zugeteilt. Lee will allerdings nicht Trigger vor Gericht als Mörder entlarven, da er um sein Leben fürchtet.  
Stephen sucht Trigger auf und ist schockiert, als er dort Temple in einem Schlafanzug antrifft. Sie fürchtet, dass Trigger Stephen töten wird, und versichert Stephen, dass sie freiwillig mit Trigger gegangen sei. Nach Stephens Weggang versucht Temple zu entkommen, wird aber von Trigger attackiert. Im Kampf gelangt Temple an Triggers Waffe und erschießt ihn in Notwehr. Temple kehrt in ihre Heimatstadt zurück, wo es unterdessen im Mordprozess gegen Lee Goodwin schlecht für diesen aussieht. Stephen ruft Temple schließlich unter Tränen in den Zeugenstand, um eine entlastende Aussage für Lee zu machen, doch bringt er es aus Liebe für sie nicht dazu, sie weiter zu befragen. Temple gesteht schließlich, dass sie den Mord an Tommy beobachtet hat, und erzählt auch von ihrer Vergewaltigung und ihrer Erschießung von Trigger. Am Ende ihrer Aussage bricht sie bewusstlos zusammen und wird von Stephen aus dem Gerichtssaal getragen.

## Hintergrund
Zunächst sollte George Raft und nicht Jack La Rue die Rolle des Trigger spielen, doch Raft fürchtete, dass der düstere Charakter sich negativ auf seine Karriere auswirken könne. Im Abspann unerwähnt für ihre kleinen Rollen blieben Oscar Apfel als Staatsanwalt, John Carradine als Zuschauer im Gerichtssaal, Grady Sutton als Bob sowie Harold Goodwin und Kent Taylor als abgewiesene und betrunkene Verehrer. Die Kostüme entwarf Travis Banton, der vor allem durch seine Zusammenarbeit mit Marlene Dietrich berühmt wurde.
Faulkners Roman Die Freistatt war nach seinem Erscheinen im Jahr 1931 zu einem Verkaufserfolg geworden, bei dem Paramount sich schnell die Filmrechte sicherte. The Story of Temple Drake entstand im Pre-Code, einer im Bezug auf Sexualität und Kriminalität relativ liberalen und offenen Phase in Hollywood. Trotzdem ist The Story of Temple Drake im Vergleich zu Faulkners Roman etwas entschärft, die Vergewaltigung wird hier nur angedeutet und es wird nicht explizit ein Bordell gezeigt. Das Ende dieses Filmes ist ebenfalls nicht ganz so düster wie im Buch, in dem Temple eine Falschaussage macht und der unschuldige Goodwin daraufhin gelyncht wird.
Doch selbst in dieser etwas abgemilderten Form entwickelte sich The Story of Temple Drake zu einem Filmskandal. Die vom Film aufgeworfenen Fragen, beispielsweise ob Temple die Vergewaltigung und Entführung durch den Verbrecher genossen habe, wurden von Kirchenverbänden und Zensoren als unmoralisch angesehen. Im Bundesstaat New York mussten beispielsweise alle Szenen, die Sex oder Gewalt enthielten, auf ein Minimum gekürzt werden. In Pennsylvania und Ohio war er ganz verboten. Die Kontroverse um Temple Drake war der Anlass, dass im folgenden Jahr mit dem Hays Code grundlegende Zensurrichtlinien in Hollywood durchgesetzt wurden. Eine so direkte Darstellung von Themen wie in Temple Drake war damit bis in die 1960er-Jahre für kommerzielle Filmemacher in den USA quasi unmöglich.
Der Filmzensor Joseph Breen setzte in Befolgung des Hays Codes anschließend fest, dass The Story of Temple Drake nicht mehr in den Kinos wiederveröffentlicht werden dürfe. In den Jahrzehnten danach war der Film erst gar nicht und dann nur schwer zugänglich, es war zeitweise nur eine illegale 16-mm-Fassung im Umlauf. Mittlerweile hat sich das geändert, im Jahr 2010 wurde The Story of Temple Drake vom Museum of Modern Art unter Mithilfe von Turner Classic Movies restauriert.

## Kritiken
Der US-Filmkritiker Dennis Schwartz sah den Film in einer neueren Kritik als „schmutziges und gealtertes Melodram“. Außer dem kontroversen Stoff sei nicht viel Interessantes an The Story of Temple Drake. Der Kritiker Michael W. Phillips fand den Film dagegen durch die Darstellung von Miriam Hopkins sehenswert und sogar fesselnd.

## Neuverfilmung
1961 entstand eine Neuverfilmung von Regisseur Tony Richardson unter dem Buchtitel Sanctuary, in Deutschland unter dem Titel Geständnis einer Sünderin in den Kinos erschienen. In der Hauptrolle spielte Lee Remick, ihre Filmpartner waren Yves Montand und Bradford Dillman. Der Film erhielt allerdings schlechte Kritiken und ist heute noch unbekannter als The Story of Temple Drake.